# Domburg im Hakel

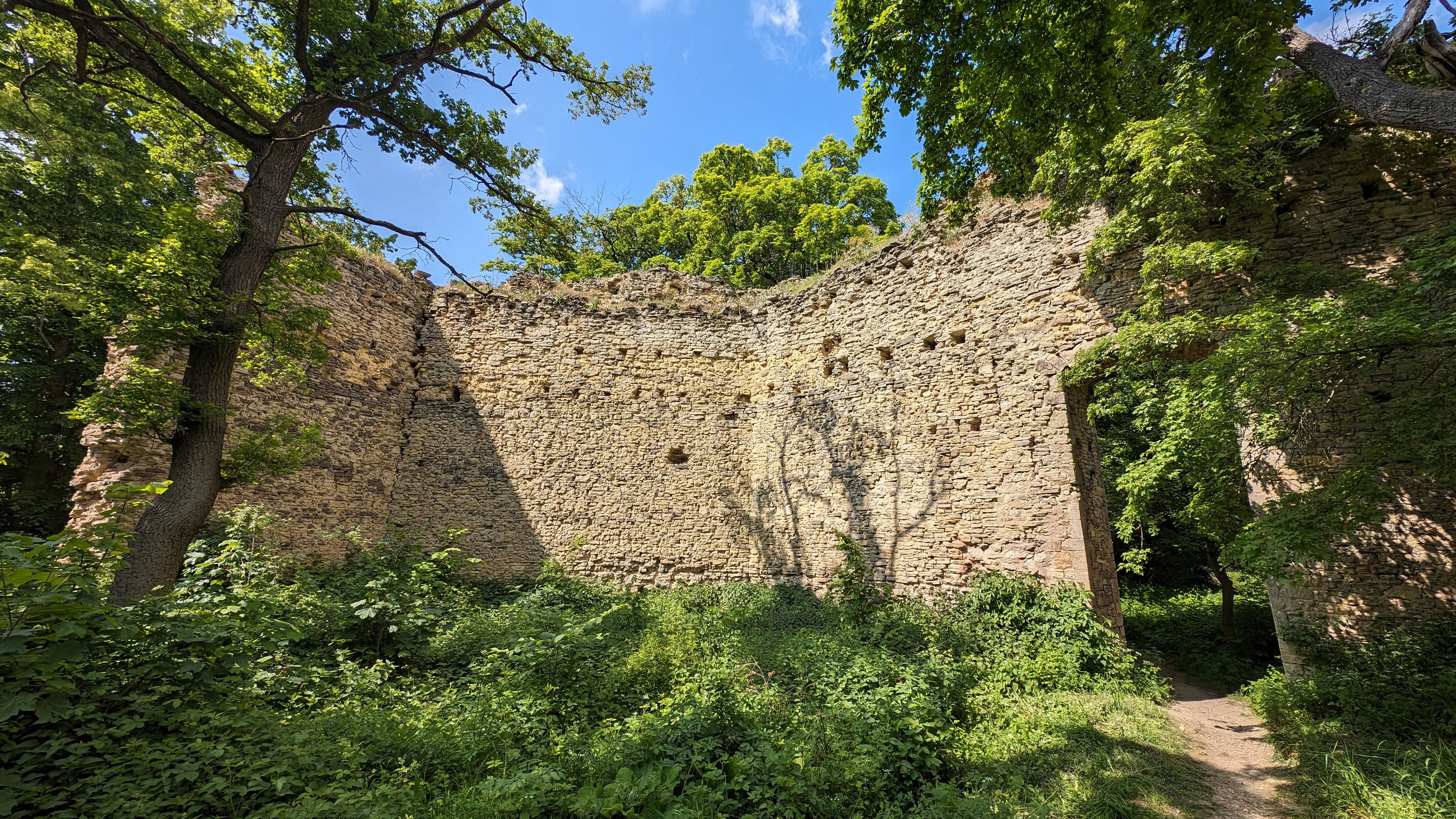
Reste der Mauer der Domburg, Innenseite

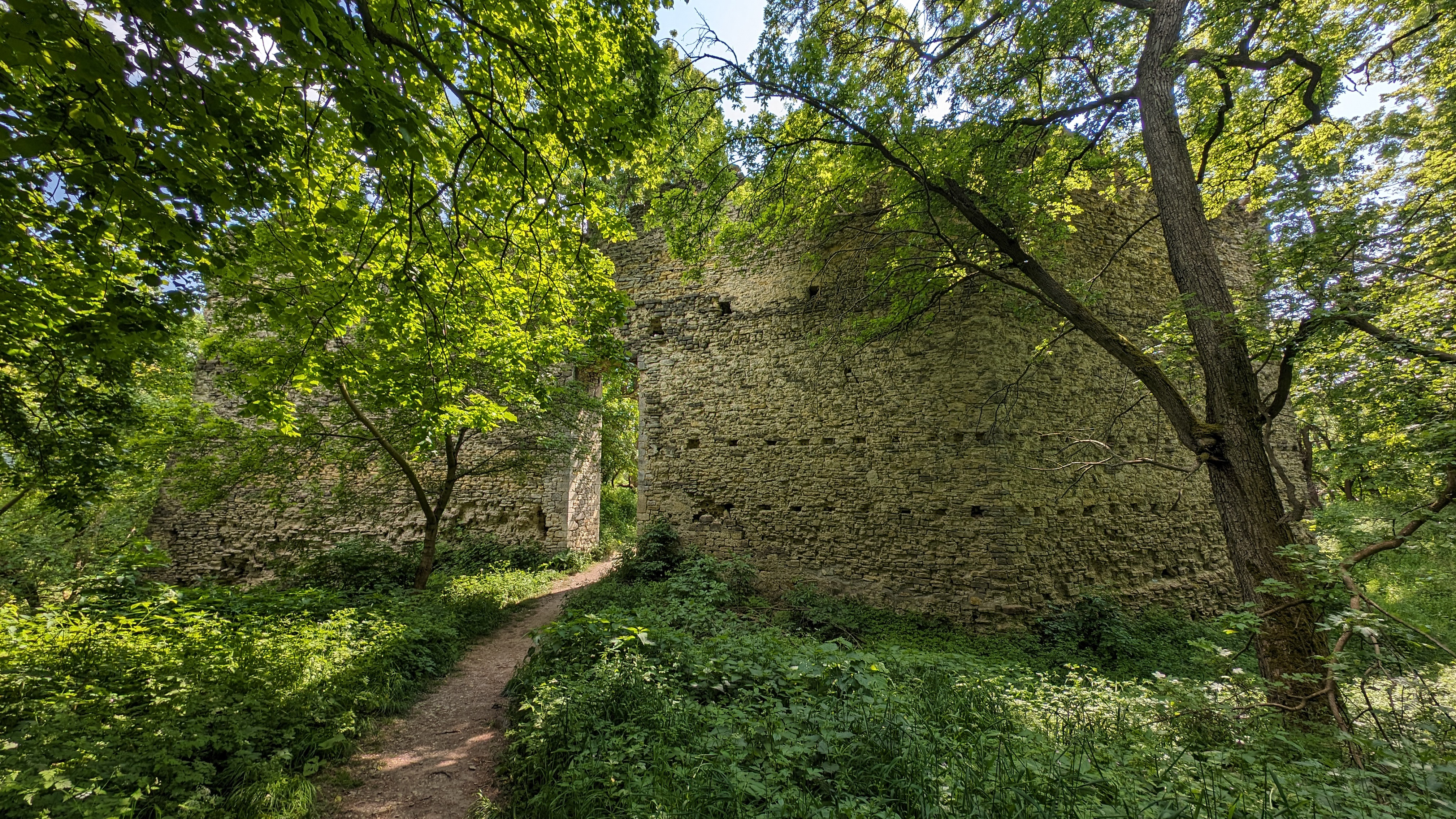
Nordseite der Domburg mit Toröffnung

Die Domburg ist eine mittelalterliche Niederungsburg, deren Ruine sich im Waldgebiet des Hakel, im Landkreis Harz in der Gemarkung Heteborn befindet, einem alten Reichsforst, der 941 in einer Urkunde Ottos I. „saltus Hacul“ genannt wurde. Die Burgruine ist im örtlichen Denkmalverzeichnis als Bodendenkmal eingetragen.

## Anlage
Die 244,5 m ü. NN gelegene Anlage geht möglicherweise auf eine hochmittelalterliche Burg zurück. Die Hauptburg hatte einen Durchmesser von 110 Metern, der Durchmesser der Vorburg betrug 300 Meter. Von der Ruine steht noch eine zehn Meter hohe Wehrmauer aus Feldsteinen, und auch der Burggraben ist noch vorhanden. Die Mauerreste stammen von einem im 13. Jahrhundert in der Burg errichteten nahezu rechteckigen Kastell. In der nördlichen Wand befindet sich eine gut erhaltene schmale rechteckige Türöffnung, die zum Burghof geführt haben dürfte. Die Abmessungen der Tür sind so gestaltet, dass ein einzelner gepanzerter Reiter ohne abzusteigen in den Hof reiten konnte.

## Geschichte
1310 wurde die Domburg erstmals als Besitz Ludolphs von Knesebeck urkundlich erwähnt. Angeblich trieb das Geschlecht von hier aus sein Unwesen als Raubritter. Damals führte die alte Heer- und Handelsstraße Leipzig – Lüneburg in der Nähe der Burg vorbei. Die Überfälle führten dazu, dass 1367 die Burganlage durch Truppen des Bischofs Albert III. von Halberstadt sowie von Truppen der Städte Aschersleben, Halberstadt und Quedlinburg belagert und erobert wurde. Danach befand sie sich im Besitz der Bischöfe von Halberstadt. Sie diente in der Folgezeit häufig als Pfandobjekt. Bereits im 15. Jahrhundert war die Burg verlassen.
Über die Domburg und ihre vermeintlich unermesslichen Schätze berichten zahlreiche Sagen aus dem Harzvorland.

## Sagen
- Ludwig Bechstein: Der Hackelnberg und die Tut-Osel[2] (Sage spielt hier im Harz, Harzvorland, Burg Harzburg, Selketal, Bodetal, Stadt Quedlinburg, Burg Dummburg, Schlösschen Meisenberg im Selketal usw.)